# Сувейліх
Сувейліх (араб. صويلح) — місто в Йорданії. Входить до складу Великого Амману як округ № 16, фактично являючись північним передмістям столиці країни. Сувейліх був заснований чеченськими поселенцями в 1906 році за доби османського панування. За переписом 2015 року в ньому проживало 151 016 осіб.
Завдяки розташування на значній висоті над рівнем моря клімат Сувейліха відрізняється від решти Великого Амману більш комфортними температурами. Він є одним з небагатьох районів Аммана, в якому взимку випадає сніг. Провідними галузями економіки міста є важка промисловість (автоскладання, металургія, цементна промисловість) та сільське господарство (вирощування маслин та винограду). Сьогодні Сувейліх вважається одним з найбільш населених районів Аммана, оскільки він має добре транспортне сполучення з іншими містами країни: Ес-Салтом, Ірбідом та Джерашем.

## Історія
Поселення під назвою Айн-Сувейліх було засноване в 1906 році черкеськими і чеченськими переселенцями з метою ведення сільськогосподарської діяльності. Айн-Сувейліх став четвертим поселенням в історико-географічному регіоні Балка, заселеним чеченськими біженцями з Російської імперії.
3 травня 1907 року на Сувейліх був здійснений нальот двох тисяч бедуїнів з племен Адвана, Аббада, Балкавія та Бані-Хасан з міст Ес-Салт і Ель-Фухейс у відповідь на попередній конфлікт, у якому було поранено пастуха-бедуїна, що випасав худобу на пшеничних полях неподалік. Цей рейд закінчився смертю одинадцяти й пораненнями п'ятнадцяти поселенців та загибеллю такою ж кількості нападаючих. В результаті цього нападу була викрадена вся худоба та майно всіх двадцяти восьми житлових будинків. Османська влада заарештувала шістдесят людей, які, як стверджується, брали участь у нападі та звільнила з посади губернатора кази (округу) Ес-Салт. До того ж, було запроваджено великі компенсації постраждалим чеченцям. Населення села за даними османського перепису населення 1915 року становило 745 осіб. 
У 1940-х роках крізь Сувейліх було відкрито нову дорогу, що сполучає Амман з Аджлуном на північному сході країни.